# Kamstaartjes
De kamstaartjes (Hahniidae) zijn een familie van spinnen waarvan de soorten vrij klein blijven.

## Kenmerken
Ze blijven zeer klein en bereiken een lichaamslengte van enkele millimeters.

## Leefwijze
Kamstaartjes leven tussen de bladeren op de bodem, ze maken een zeer dun web zonder holletje om zich in terug te trekken. 

## Geslachten
- Alistra Thorell, 1894
- Amaloxenops Schiapelli & Gerschman, 1958
- Antistea Simon, 1898
- Asiohahnia Ovtchinnikov, 1992
- Austrohahnia Mello-Leitão, 1942
- Cybaeolus Simon, 1884
- Hahnia C. L. Koch, 1841
- Harmiella Brignoli, 1979
- Iberina Simon, 1881
- Intihuatana Lehtinen, 1967
- Kapanga Forster, 1970
- Lizarba Roth, 1967
- Neoantistea Gertsch, 1934
- Neoaviola Butler, 1929
- Neohahnia Mello-Leitão, 1917
- Porioides Forster, 1989
- Rinawa Forster, 1970
- Scotospilus Simon, 1886